# Matteo Bartoli
Pour les articles homonymes, voir Bartoli.
Matteo Giulio Bartoli (né à Albona, en Istrie, le 22 novembre 1873 - mort à Turin, 23 janvier 1946) est un linguiste italien spécialiste des langues romanes, notamment du dalmate. 
Docteur de l'université de Vienne, il a enseigné la linguistique à l'université de Turin de 1908 à sa mort en 1946. Il est connu pour ses apports à la géographie linguistique, sa collaboration à l'Atlas linguistique italien et pour avoir été l'un des enseignants du philosophe Antonio Gramsci.

## Biographie
Il est enterré au cimetière monumental de Turin.

## Travaux
Matteo Bartoli, influencé par son maître Meyer-Lübke et par Croce et Vossler, s'est intéressé à la dialectologie italienne et à la langue dalmate.
Il est également connu pour avoir émis la théorie de géographie linguistique, dans laquelle il développe quatre normes d'évolution linguistique.
Ses principaux livres sont :
- Das Dalmatische (1906)
- Introduzione alla neolinguistica (1925)
- Saggi di linguistica spaziale (1945)
- Breviario di neolinguistica (1925)
- Alle porte orientali d'Italia. Dialetti e lingue nella Venezia Giulia (1945)

## Les quatre normes
Elles sont inspirées les travaux de Gilliéron: